# هاينس فرانكلين
هاينس فرانكلين (بالإنجليزية: Hannes Franklin)‏ هو لاعب اتحاد الرغبي جنوب أفريقي، ولد في 6 أكتوبر 1981 في Randfontein ‏ في جنوب أفريقيا.